# Фабіо Марангон
 Фабіо Марангон (італ. Fabio Marangon, нар. 4 січня 1962, Куїнто-ді-Тревізо) — італійський футболіст, що грав на позиції правого захисника, зокрема за «Верону», у складі якої — чемпіон Італії. 

## Ігрова кар'єра
Народився 4 січня 1962 року в місті Куїнто-ді-Тревізо. Вихованець футбольної школи «Ювентуса». У сезоні 1979/80 дебютував у дорослому футболі, провівши одну гру чемпіонату за головну команду «старої сеньйори». 
Згодом з 1980 по 1984 рік грав за «Прато», «Ланероссі», «Санремезе» та «Алессандрію».
Своєю грою за останню команду привернув увагу представників тренерського штабу «Верони», до складу якого приєднався 1984 року. Вже у першому ж сезоні 1984/85 допоміг веронській команді здобути єдиний у її історії титул чемпіона Італії. Загалом відіграв за команду з Верони три сезони своєї ігрової кар'єри як гравець ротації.
Протягом 1987—1988 років грав на правах оренди за «Самбенедеттезе», після чого ще один сезон провів у «Верона».
Завершив ігрову кар'єру у команді «Трієстина», за яку виступав протягом 1989—1990 років.

## Титули і досягнення
- Чемпіон Італії (1):

«Верона»: 1984-1985